# Segurança pessoal
Segurança pessoal é um conjunto de princípios e ações preventivas visando assegurar a integridade física, mental ou moral de si ou de outro. Como ciência, dedica-se a salvaguardar a vida do homem de todo dano, agressão ou risco que possam pôr a sua vida em perigo, em torno do ambiente em que se encontra, permitindo manter um estado de bem estar e confiança no equilibrio de suas condições de vida. Seu objeto de estudo é o homem.